# 75e cérémonie du Deutscher Filmpreis
La 75e cérémonie des Deutscher Filmpreis, organisée par la Deutsche Filmakademie, se déroule le 9 mai 2025 et récompense les films sortis en 2024.
Le film 5 septembre de Tim Fehlbaum obtient dix nominations.
Le film 5 septembre de Tim Fehlbaum remporte neuf récompenses dont celles du meilleur film, de la meilleure réalisation et du meilleur scénario ,.

## Palmarès

### Meilleur film
- 5 septembre (September 5) de Tim Fehlbaum
- Les Graines du figuier sauvage de Mohammad Rasoulof
- Berlin, été 42 (In Liebe, Eure Hilde) de Andreas Dresen
- Islands de Jan-Ole Gerster
- Au rythme de Vera (Köln 75) de Ido Fluk (de)
- Vena (de) de Chiara Fleischhacker (de)

### Meilleur film documentaire
- Petra Kelly – Act Now! de Doris Metz
  - Hollywoodgate de Ibrahim Nash'at
  - Leni Riefenstahl, la lumière et les ombres (Leni Riefenstahl) de Andres Veiel

### Meilleur film pour enfants
- Akiko, der fliegende Affe  de Veit Helmer
  - Woodwalkers (de) de Damian John Harper

### Meilleure réalisation
- Tim Fehlbaum pour 5 septembre (September 5)
  - Mohammad Rasoulof pour Les Graines du figuier sauvage
  - Andreas Dresen pour Berlin, été 42 (In Liebe, Eure Hilde)

### Meilleur scénario
- Moritz Binder (de) et Tim Fehlbaum pour 5 septembre (September 5)
  - Mohammad Rasoulof pour Les Graines du figuier sauvage
  - Laila Stieler pour Berlin, été 42 (In Liebe, Eure Hilde)

### Meilleure actrice
- Liv Lisa Fries pour Berlin, été 42 (In Liebe, Eure Hilde)
  - Mala Emde pour Au rythme de Vera (Köln 75)
  - Emma Drogunova pour Vena (de)

### Meilleur acteur
- Missagh Zareh pour Les Graines du figuier sauvage
  - Sam Riley pour Cranko
  - Sam Riley pour Islands

### Meilleure actrice dans un second rôle
- Leonie Benesch pour 5 septembre (September 5)
  - Anne Ratte-Polle (de) pour Bad Director (de)
  - Niousha Akhshi pour Les Graines du figuier sauvage

### Meilleur acteur dans un second rôle
- Godehard Giese (de) pour Sad Jokes (de)
  - Alexander Scheer pour Berlin, été 42 (In Liebe, Eure Hilde)
  - Alexander Scheer pour Au rythme de Vera (Köln 75)

### Meilleure photographie
- Markus Förderer pour 5 septembre (September 5)
  - Philipp Sichler (de) pour Cranko
  - Lisa Jilg pour Vena (de)

### Meilleur montage
- Hansjörg Weißbrich (de) pour 5 septembre (September 5)
  - Andrew Bird (de) pour Les Graines du figuier sauvage
  - Anja Siemens (de) pour Au rythme de Vera (Köln 75)

### Meilleur son
- Lars Ginzel, Frank Kruse, Marc Parisotto et Marco Hanelt pour 5 septembre (September 5)
  - Bernhard Joest-Däberitz, Frank Kruse, Matthias Lempert, Markus Stemler et Alexander Buck pour Das Licht (de)
  - Stefan Soltau, Thomas Kalbér et Tobias Fleig pour Islands

### Meilleure musique
- Dascha Dauenhauer (de) pour Islands
  - Dascha Dauenhauer (de) pour No Beast So Fierce (Kein Tier. So Wild)
  - Lorenz Dangel (de) pour 5 septembre (September 5)

### Meilleur décor
- Julian Wagner et Melanie Raab pour 5 septembre (September 5)
  - Astrid Poeschke pour Cranko
  - Matthias Müsse et Nancy Vogel pour Hagen – Im Tal der Nibelungen (de)

### Meilleurs costumes
- Juliane Maier et Christian Röhrs pour Cranko
  - Pierre-Yves Gayraud pour Hagen – Im Tal der Nibelungen (de)
  - Brigitt Kilian pour Berlin, été 42 (In Liebe, Eure Hilde)

### Meilleur maquillage
- Sabine Schumann pour 5 septembre (September 5)
  - Jeanette Latzelsberger et Gregor Eckstein pour Hagen – Im Tal der Nibelungen (de)
  - Grit Kosse, Uta Spikermann et Monika Münnich pour Berlin, été 42 (In Liebe, Eure Hilde)

### Meilleurs effets visuels
- Jan Stoltz et Franzisca Puppe pour Hagen – Im Tal der Nibelungen (de)
  - Robert Pinnow pour Das Licht (de)
  - Max Riess, Sven Martin et Bernie Kimbacher pour Woodwalkers (de)

### Prix du public
- Die Schule der magischen Tiere 3 (de) de Sven Unterwaldt (de)

### Prix d'honneur pour sa contribution exceptionnelle au cinéma allemand
- An Dorthe Braker (directrice de casting)